# 후버 연구소
후버연구소(Hoover Institution)는 국제 현안과 국내외 정치·경제 문제를 심도 있게 분석하는 공공 정책 전문 연구 기관이자 도서관이다. 미국 제31대 대통령인 허버트 후버가 1919년에 설립했으며 미국 스탠퍼드 대학교 내에 있다. 후버 대통령, 제1차 세계대전, 제2차 세계대전과 관련된 상당수의 기록 자료를 소장하고 있다.

## 사명
개인의 자유와 경제적·정치적 자유, 사기업제도, 대의제는 후버연구소 설립자가 바라는 미래상의 근간이었다. 후버연구소는 지식을 모으고 사상을 만들어서 그것을 널리 보급함으로써 평화를 보장하고 삶의 질을 향상시키며 정부의 사생활 침해를 제한하고자 한다.